# Bartosz Grzelak
Bartosz Piotr Grzelak (ur. 2 listopada 1978 w Stargardzie) – szwedzki piłkarz i trener polskiego pochodzenia.

## Życiorys
Urodził się w Polsce. Wraz z rodziną wyemigrował do Szwecji w 1983 roku.

## Kariera piłkarska
Jako junior grał dla IF Brommapojkarna i AIK Solna.
W seniorskiej piłce zadebiutował w październiku 1997 roku w spotkaniu Allsvenskan przeciwko Malmö FF. Większą część kariery spędził w grając na niższych szczeblach rozrywkowych w Szwecji. Piłkarską karierę zakończył w 2011 roku w IK Frej, którego później został trenerem.

## Kariera trenerska
W 2012 roku został trenerem swojego ostatniego klubu IK Frej, który prowadził przez następne pięć lat, w trakcie których awansował z klubem na drugi poziom rozgrywkowy - Superettan.
Od czerwca 2017 roku do grudnia 2018 roku był asystentem Rikarda Norlinga w AIK Solna. W styczniu 2019 roku został włączony do sztabu reprezentacji Szwecji U21, gdzie pełnił rolę asystenta Rollanda Nilsona.
Między sierpniem 2020 i sierpniem 2022 Grzelak był trenerem AIK Solna.